# Бинцен
Бинцен (нем. Binzen) — община в Германии, в земле Баден-Вюртемберг. 
Подчиняется административному округу Фрайбург. Входит в состав района Лёррах.  Население составляет 2886 человек (на 31 декабря 2010 года). Занимает площадь 5,81 км².

## Экономика
Производитель оборудования - Glatt